# Air Albania
Az Air Albania (IATA: ZB, ICAO: ABN, Hívójel: AIR ALBANIA) Albánia nemzeti légitársasága. A székhelye és bázisa Tiranában, a Teréz anya repülőtéren található. A 2018-ban alapított légitársaság menetrend szerinti járatokat üzemeltet tizennégy európai célállomásra.

## Története
Albánia korábbi nemzeti légitársasága, az Albanian Airlines megszűnt, amikor az albán kormány 2011. november 11-én visszavonta a működési engedélyét.
Edi Rama albán miniszterelnök 2017. március 30-án jelentette be, hogy az albán kormány a Turkish Airlines légitársasággal partnerségben egy légitársaságot tervez létrehozni. 2017. május 8-án Rama és İlker Aycı, a Turkish Airlines ügyvezető igazgatója közös sajtónyilatkozatot adott ki, amelyben kijelentették, hogy egy albániai székhelyű légitársaság létrehozásán dolgoznak, Recep Tayyip Erdoğan török elnök támogatásával. Később bejelentették, hogy az Air Albania megalakulását a szintén a török kormánnyal együttműködésben tervezett Vlorai nemzetközi repülőtér létrehozásához kötötték. Rama 2017. november 21-én ismertette az új légitársaság nevét: Air Albania.
A vállalatot 2018. május 16-án alapította az albán és a török kormány által vezetett konzorcium egy köz- és magánegyüttműködés keretében. A Turkish Airlines, az egyik alapító partner, az Air Albania részvényeinek 49,12%-át birtokolja, míg a fennmaradó részvények 50,88%-a nyilvánosan jegyzett, és amelyet jelenleg az Albcontrol, az albán kormány vállalata, amely nagyjából 10%-kal rendelkezik, és az MDN Investment, egy albán magánvállalat birtokol. Albánia nemzeti versenyhatósága 2018 szeptemberében engedélyezte a légitársaság létrehozását. A Turkish Airlines légitársaságtól lízingelt Airbus A319-es 2019 áprilisában teljesítette a vállalat első járatát.
Az Európai Repülésbiztonsági Ügynökség 2020. május 8-án megadta az Air Albania számára a harmadik országbeli üzemeltetői tanúsítványt, amely lehetővé teszi a cég számára, hogy járatokat üzemeltessen Albánia és az Európai Unió között.

## Célállomások
2022 márciusában a légitársaság a következő célállomásokra indított járatokat:

## Flotta

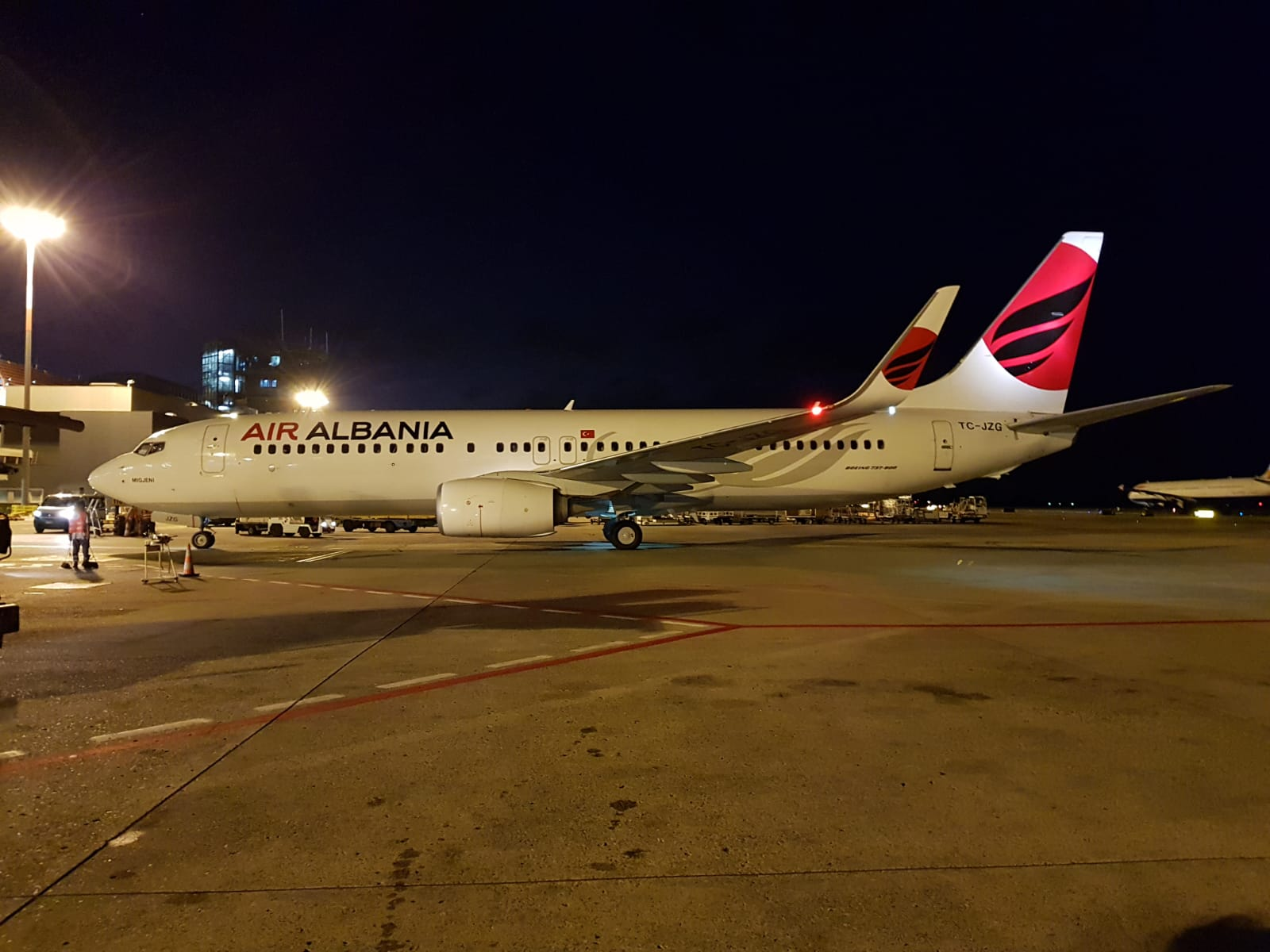
Az Air Albania egyik korábbi Boeing 737-800-as repülőgépe

2022 márciusában az Air Albania flottájában a következő repülőgépek szolgáltak:

### Korábbi repülőgépek
A légitársaságnak régebben a következő repülőgépei voltak:
- 2 db Boeing 737-800

### A repülőgépek elnevezése
Az albán kultúrához és társadalomhoz pozitívan hozzájáruló neves albán személyiségek elismeréseként a légitársaság minden repülőgépet egy ilyen személyről nevez el, mint például Lasgushi (Airbus A319-100) és Naimi (Airbus A320-200).

## Alapítás körüli viták
A légitársaság alapítása körüli viták akkor robbantak ki, amikor kiderült, hogy az alapító partner MDN Investment 9 nappal korábban, 2018. május 7-én alakult. A Turkish Airlines 30 millió dollárral járult hozzá a cég indulásához. Ezenkívül 2018. május 16-án az albán kormány a köz- és magánegyüttműködésben való részvétel érdekében átadta az Albcontrolnak a Teréz anya repülőtér területének ellenőrzését. A nyilvános nyilatkozatok hiánya miatt Albánia megsérthette az Európai Unióhoz való csatlakozási folyamata során aláírt stabilizációs és társulási megállapodást.

## Egyéb kapcsolódó szócikkek
- Albanian Airlines, Albánia korábbi nemzeti légitársasága
- Albawings, Albánia egyetlen diszkont légitársasága

## Fordítás
Ez a szócikk részben vagy egészben  az   Air Albania című angol Wikipédia-szócikk ezen változatának fordításán alapul.  Az eredeti cikk szerkesztőit annak laptörténete sorolja fel. Ez a jelzés csupán a megfogalmazás eredetét és a szerzői jogokat jelzi, nem szolgál a cikkben szereplő információk forrásmegjelöléseként.